# تملبة سرهنغ (مشيز بردسير)
تملبة سرهنغ (بالإنجليزية: Tolombeh-ye Sarhang)‏ هي مستوطنة تقع في إيران في كرمان.